# Vin de Málaga

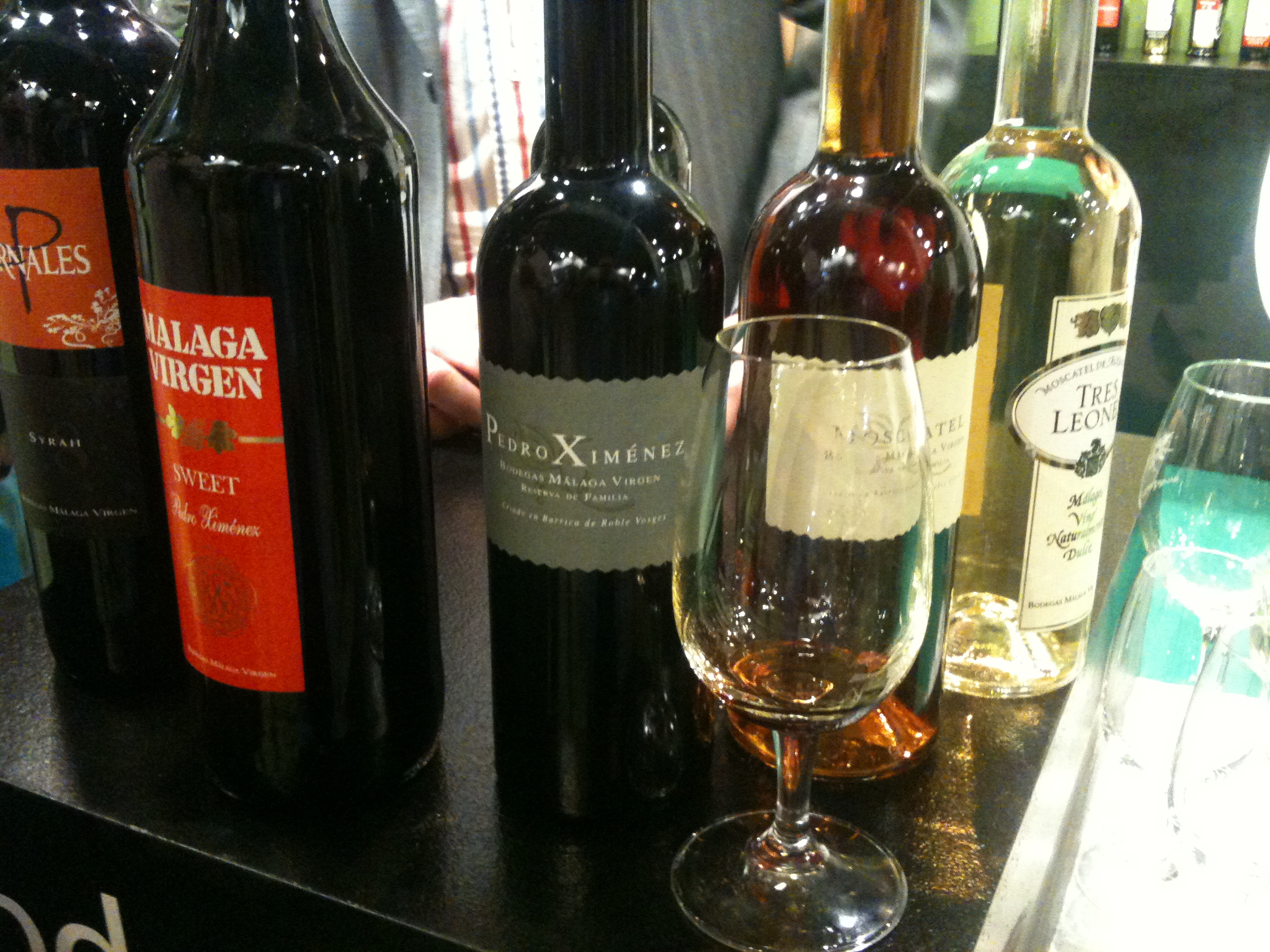
Sticle cu vin de Málaga

Málaga este un vin alcoolizat dulce originar din orașul spaniol Málaga și făcut din struguri Pedro Ximénez și Moscatel. Centrul producției vinului de Málaga este Sierra de Almijara, împreună cu Antequera, Archidona, San Pedro Alcantara, Velez Málaga și Competa. Istoria vinificației în Málaga și în munții din apropiere este una dintre cele mai vechi din Europa. Cu toate acestea, la fel ca multe dintre cele mai cunoscute vinuri de desert, cererea a scăzut dramatic în secolul al XX-lea și a apărut temerea că acest vin va deveni în curând pe cale de dispariție. Un val recent de interes pentru vinurile dulci a făcut ca vinurile de Málaga să-și găsească un loc pe piața mondială. Principalele localități unde se produce vin cu această denominațiune sunt Frigiliana și Vélez. Sunt cultivate multe soiuri de struguri roșii și albi, dar singurele utilizate pentru producerea vinurilor de desert sunt Pedro Ximénez și Moscatel.
Vinurile de Málaga au trei denominațiuni de origine (Denominación de Origen):
- Málaga (mai ales vinuri albe dulci)
- Sierra de Málaga (vinuri albe, rosé și roșii)
- Pasas de Málaga (vinuri moscatel).

## Legături externe
- Vino Malaga